# Admirał Czabanienko
Admirał Czabanienko (ros. Адмирал Чабаненко) – rosyjski niszczyciel rakietowy, jedyny okręt projektu 11551. W czynnej służbie od 1999 roku, wchodzi w skład Floty Północnej.

## Budowa
Pod koniec lat 70. XX wieku, w schyłkowym okresie zimnej wojny, w ZSRR zaprojektowano dwa nowe typy zbliżonych wielkością okrętów rakietowych: optymalizowane do walki z okrętami nawodnymi, lotnictwem i wsparcia desantów niszczyciele projektu 956 (typu Sowriemiennyj) oraz duże okręty przeciwpodwodne projektu 1155 (w kodzie NATO: Udaloy – Udałoj), optymalizowane do zwalczania okrętów podwodnych. Trzon uzbrojenia pierwszych z nich stanowiło osiem masywnych wyrzutni ciężkich rakiet przeciwokrętowych Moskit, a drugich – osiem równie masywnych wyrzutni rakietotorped. Z uwagi na rozmiary i masę ówczesnego radzieckiego uzbrojenia i wyposażenia elektronicznego, marynarka nie dostrzegała wówczas możliwości skonstruowania udanych okrętów uniwersalnych, bez nadmiernego wzrostu wielkości. Zakładano poza tym, że okręty będą działać w zespołach, a ich para powinna mieć według projektantów większe możliwości bojowe, niż para amerykańskich nowych niszczycieli typu Spruance. Mimo to, w latach 80, w związku z opracowaniem nowych mniejszych rakietotorped Wodopad, podjęto prace nad skonstruowaniem uniwersalnego okrętu łączącego zalety obu projektów. Marynarka Wojenna sformułowała w tym celu nowe wymagania techniczne, bezpośrednio pod kierunkiem admirała Gorszkowa. Pracami konstrukcyjnymi prowadzonymi w Północnym Biurze Konstrukcyjnym kierował W. Miszyn. Efektem były okręty projektu 11551, z których ukończono budowę tylko jednego. Numer projektu bywa też zapisywany w literaturze jako 1551.1.
Jako podstawę dla projektu przyjęto kadłub z urządzeniami napędowymi dużych okrętów przeciwpodwodnych projektu 1155. Nadbudówki i maszty pozostały podobne, lecz uległy modyfikacji. Główną zmianą było zastąpienie dwóch poczwórnych bloków wyrzutni rakietotorped Rastrub-B, umieszczonych po bokach nadbudówki dziobowej, przez poczwórne wyrzutnie rakiet przeciwokrętowych Moskit-M. Ponadto, dwie pojedyncze armaty uniwersalne kalibru 100 mm AK-100, umieszczone w superpozycji na dziobie okrętu, zamieniono na jedną dwudziałową wieżę AK-130 z armatami kalibru 130 mm, również zaadaptowaną z projektu 965. Dwa aparaty torpedowe na śródokręciu zamieniono natomiast na czterorurowe wyrzutnie nowych rakietotorped Wodopad-NK, z których można również odpalać torpedy przeciw okrętom podwodnym kalibru 533 mm. Cztery działka obrony bezpośredniej AK-630M zostały zastąpione przez dwa nowe zestawy artyleryjsko-rakietowe obrony bezpośredniej Kortik. Wyrzutnie rakietowych bomb głębinowych RBU-6000 zastąpiono przez analogiczne wyrzutnie, ale służące do ochrony przeciwtorpedowej, Udaw-1 (RBU-12000). Wreszcie, z zasadniczych zmian, kompleks hydrolokacyjny Polinom zastąpiono nowszym Zwiezda-2. Z uwagi na pokrewieństwo z projektem 1155, w kodzie NATO okręty zostały określone jako typ Udaloy II.
Powstałe okręty zyskały duże możliwości uderzeniowe dzięki uzbrojeniu w ciężkie rakiety przeciwokrętowe, wzrosła również siła ognia artylerii. Zdolności do zwalczania okrętów podwodnych pozostały na podobnym wysokim poziomie dzięki wyposażeniu w rakietotorpedy i dwa śmigłowce pokładowe Ka-27, przy tym zastosowano nowszą stację hydrolokacyjną. Jedynie zasadnicze uzbrojenie przeciwlotnicze pozostało takie samo, w postaci rakiet krótkiego zasięgu kompleksu Kindżał, których zastosowanie ogranicza się do bliskiej obrony zespołów okrętów. Wzrosły jednak zdolności do samoobrony na bezpośrednim dystansie, dzięki zestawom artyleryjsko-rakietowym Kortik. Zmiany te spowodowały, że według części źródeł, nowe okręty zaklasyfikowano oficjalnie jako niszczyciele (ros. esminec) I  rangi. Część publikacji klasyfikuje je jednak nadal jako duże okręty przeciwpodwodne. W literaturze międzynarodowej nie ma mimo to wątpliwości co do klasyfikowania tych okrętów jako niszczycieli. Projekt został oceniony jako udany i zaplanowano budowę dziesięciu okrętów. Do grudnia 1991 roku położono stępki tylko pod dwa okręty i zamówiono jeszcze dwa. Rozpad ZSRR i permanentne trudności finansowe marynarki rosyjskiej spowodowały jednak, że ukończono tylko główny okręt „Admirał Czabanienko”, natomiast zamówienia na pozostałe anulowano.
Stępkę pod budowę „Admirała Czabanienko” położono w stoczni Jantar w Królewcu w 1990 roku (numer budowy 121), a kadłub wodowano 16 czerwca 1992 roku. Okręt wszedł do służby 29 października 1996 roku, przechodząc od tego czasu próby. Według innych publikacji, oficjalne przyjęcie do służby miało miejsce dopiero 20 lutego 1999 roku. Pod drugi okręt „Admirał Kuczerow” położono stępkę w Stoczni Północnej w Leningradzie w 1991 roku, lecz budowę przerwano.

## Opis

### Uzbrojenie
Główne uzbrojenie przeciwokrętowe stanowią dwie nieruchome poczwórne wyrzutnie KT-190 dla rakiet Moskit po bokach nadbudówki dziobowej. Rakieta 3M80 Moskit w zasadniczej wersji ma masę 3950 kg, w tym 150 kg materiału wybuchowego w głowicy i może zwalczać cele na odległość do 120–160 km, lecąc z prędkością do 2800 km/h. Okręt ma ulepszone pociski modyfikacji Moskit-M (3M82, P-270).
Uzbrojenie przeciwlotnicze stanowią dwa kompleksy pocisków rakietowych bliskiego zasięgu Kindżał, każdy w składzie czterech bębnowych wyrzutni pionowych, po jednym na dziobie, przed wieżą działową, i na rufie, przed hangarem. Bębny mieszczą po 8 pocisków, a zapas całkowity wynosi 64 pociski 9M330. Do kierowania ich ogniem służą dwie stacje radiolokacyjne 3R-95, na dachu nadbudówki dziobowej i dachu hangaru. Obronę bezpośrednią zapewniają dwa zestawy artyleryjsko-rakietowe Kortik, każdy w składzie dwóch sześciolufowych działek rotacyjnych kalibru 30 mm i ośmiu pocisków rakietowych bliskiego zasięgu 9M311. Zapas wynosi 128 pocisków rakietowych i 24 600 pocisków do działek.

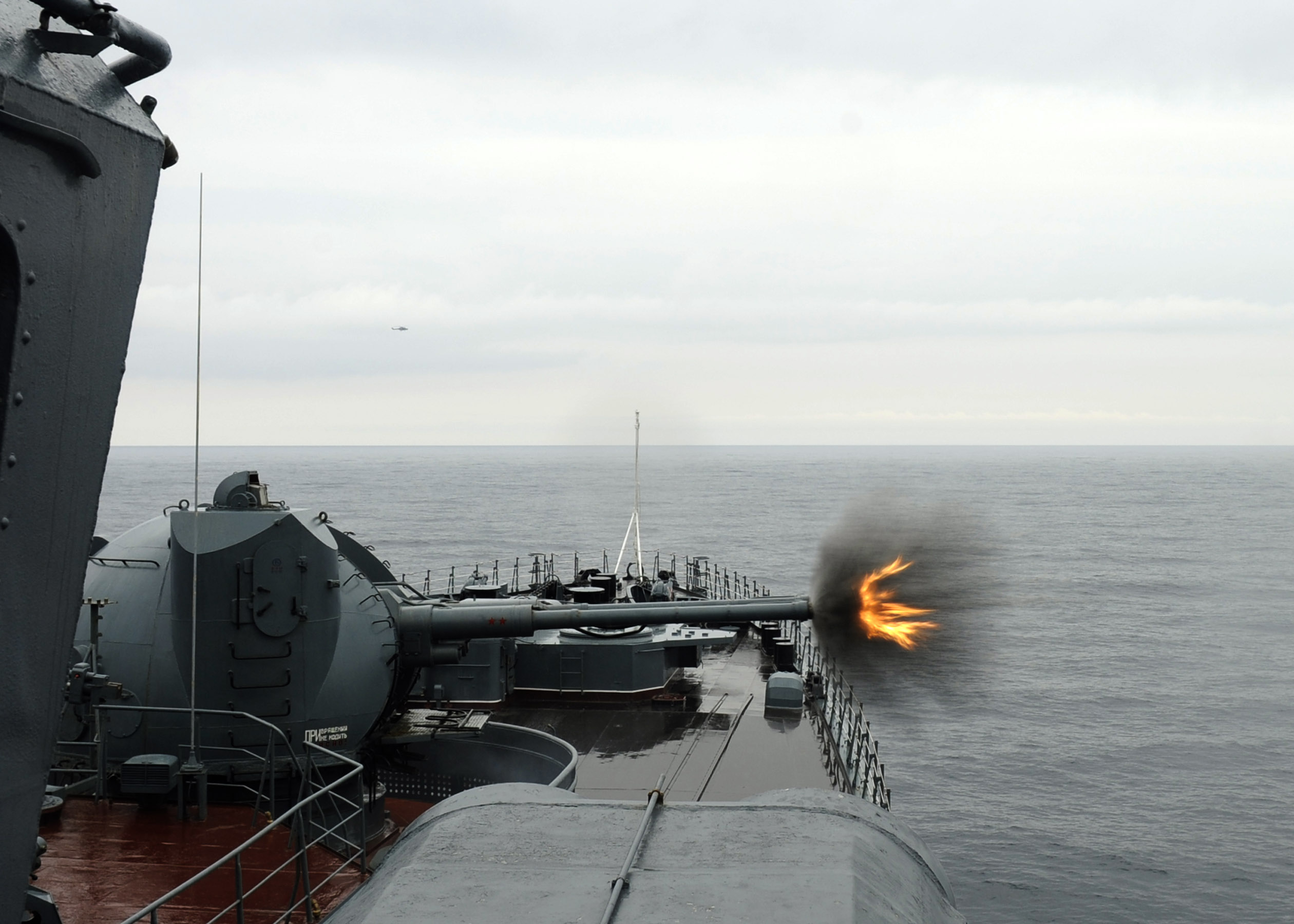
Wieża AK-130 podczas prowadzenia ognia

Dwudziałowa wieża armat uniwersalnych kalibru 130 mm AK-130 strzela pociskami o masie 33,4 kg na odległość do 23 km. Długość lufy wynosi 54 kalibry. Może służyć do zwalczania celów brzegowych, nawodnych, powietrznych i pocisków przeciwokrętowych (przy użyciu pocisków z zapalnikiem laserowym). Zapas amunicji obejmuje 1000 nabojów. Armaty kierowane są za pomocą systemu kierowania ogniem MR-184 Lew, którego radar umieszczony jest na kolumnie na dachu nadbudówki dziobowej.
Na śródokręciu, za osłonami w burtach znajdują się czterorurowe uniwersalne wyrzutnie torped kalibru 533 mm. Można z nich wystrzeliwać rakietotorpedy 83RN i 84RN systemu Wodopad-NK lub torpedy przeciw okrętom podwodnym SET-65. Uzbrojenie podwodne uzupełniają dwie wyrzutnie rakietowych bomb głębinowych RBU-12000 systemu Udaw-1, służące zasadniczo do ochrony przeciwtorpedowej. Posiadają one po 10 prowadnic kalibru 300 mm i dysponują zapasem 120 pocisków

### Ocena

„Admirał Czabanienko”, 2011

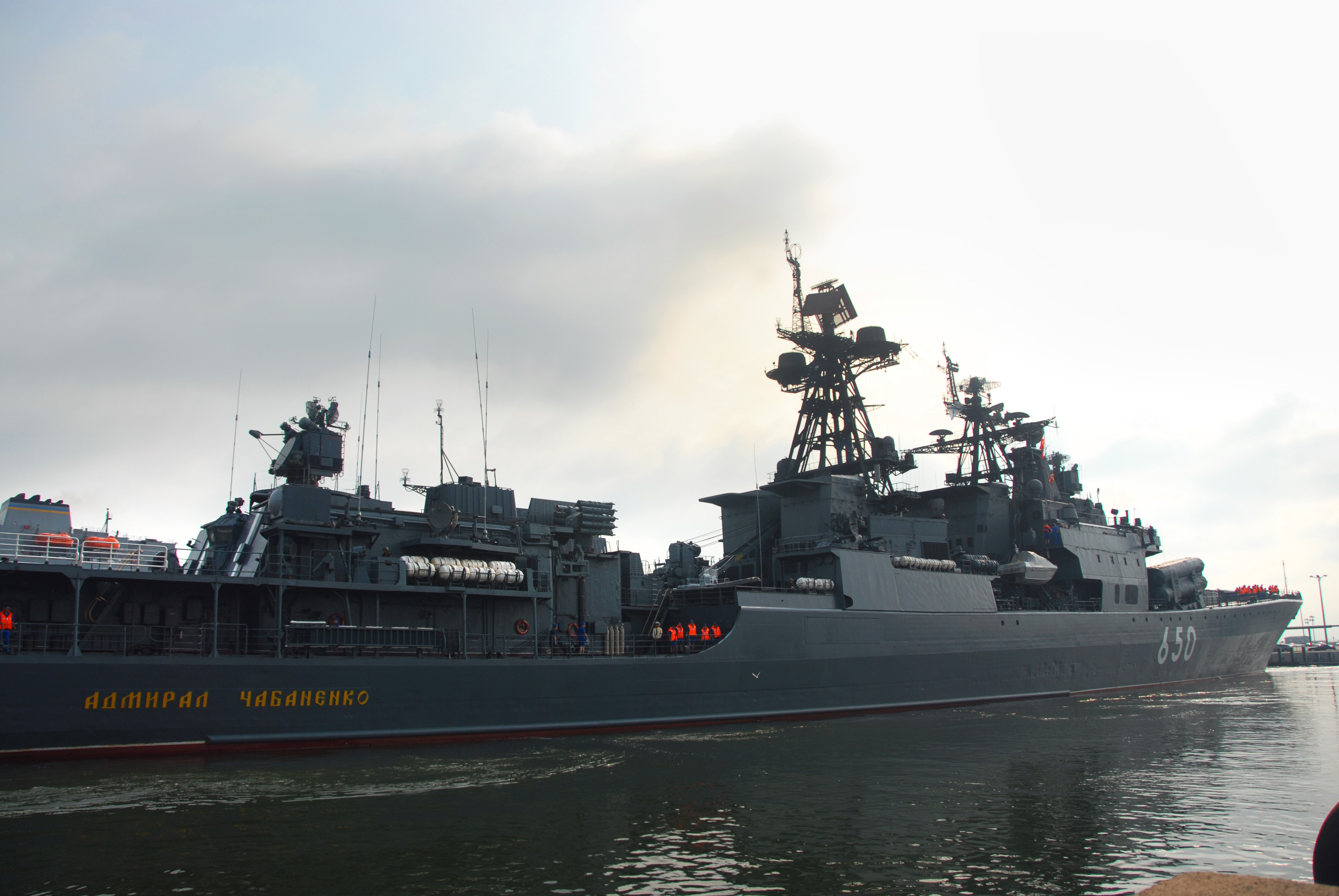
„Admirał Czabanienko”, 2011

W literaturze projekt „Admirała Czabanienko” oceniany był jako ogólnie udany, dysponujący dużymi możliwościami wykrywania i zwalczania okrętów podwodnych, lecz mimo to projekt ten był spóźniony, i po długiej budowie, w momencie wejścia do służby nie był już nowoczesny. Dostosowany był do doktryny morskiej ZSRR, kiedy miał działać w składzie większych zespołów floty, stąd mniejsze znaczenie miał brak możliwości zwalczania celów powietrznych na dużych odległościach. Pociski przeciwokrętowe Moskit, uznawane w latach 80. za duże zagrożenie dla okrętów zachodnich, zostały przez ten czas poznane i opracowano środki ich zwalczania. Jednocześnie liczba ośmiu pocisków przeciwokrętowych uznawana jest za niską jak na nowsze standardy. Wyposażenie elektroniczne, przede wszystkim systemy wykrywania i śledzenia celów, wywodzące się z lat 80., dysponowały zaś znacznie niższymi możliwościami, niż systemy zachodnie z lat 90. (między innymi niższą liczbą śledzonych celów).

## Służba
„Admirał Czabanienko” wszedł w skład Floty Północnej.
5 grudnia 2007 roku wyszedł wraz z niszczycielem „Admirał Lewczenko” w eskorcie lotniskowca „Admirał Kuzniecow”, udającego się w pierwszy od kilkunastu lat rejs operacyjny na Morze Śródziemne. W jego toku oba niszczyciele wykryły na Atlantyku obcy okręt podwodny i utrzymywały z nim kontakt.
25 listopada 2008 roku w eskorcie krążownika rakietowego „Piotr Wielikij” i dwóch okrętów zaopatrzeniowych przypłynął do Wenezueli, przez Morze Śródziemne i Ocean Atlantycki, w celu odbycia 1 grudnia wspólnych kilkudniowych manewrów z siłami zbrojnymi tego kraju, będących elementem zacieśniania stosunków z Wenezuelą. Na początku grudnia 2008 roku, w drodze powrotnej, „Admirał Czabanienko” przepłynął przez Kanał Panamski, będąc pierwszym rosyjskim okrętem przeprawiającym się przez transoceaniczny kanał po II wojnie światowej.